# Sylvain Couthier
Sylvain Couthier est le président du conseil de surveillance du Groupe ATF. Il a reçu le 3 février 2015 le Prix de l’Entrepreneur Social 2014.

## Vie professionnelle
Il entre à ATF Gaia en 1996 puis il s'associe en 1998 avec Ludovic Amaudruit, le fondateur de l'entreprise. À la mort de celui-ci en 2004, il devient l'actionnaire majoritaire d'ATF Gaia. En 2005, ATF Gaia obtient le statut d'entreprise adaptée. En 2008, il affirme avoir « transformé le modèle économique » de l'entreprise.